# 디오라 베어드
디오라 베어드(Diora Baird, 1983년 4월 6일 ~ )는 미국의 배우이다.

## 출연 작품

### 영화
- 텍사스 전기톱 연쇄살인사건: 0 (2006)
- 마이 베프 걸 (2008)
- 온천탕 타임머신 (2010)

### 텔레비전
- 로앤오더: 성범죄 전담반 (2010)

### 뮤직비디오
- "Out Of Goodbyes" - 마룬 5 (2011)